# União Operária e Camponesa do Brasil
A União Operária e Camponesa do Brasil – UOCB, entidade extrapartidária ligada ao Partido de Representação Popular – PRP (1945-1965), foi fundada em 1957, sendo o seu primeiro 1° Congresso Nacional ocorrido em outubro do ano de sua fundação.
O movimento era centrado no anticomunismo, servindo como uma organização alternativa àquelas de esquerda. Uma das muitas propostas resgatadas da Ação Integralista Brasileira –  AIB (1932-1937) era a participação nos lucros das empresas, algo revolucionário para os anos 1930. Entre os diversos Integralistas presentes na organização destacava-se Dr. Jader Medeiros, o primeiro Presidente Nacional da UOCB.
Segundo o pesquisador Renato Alencar Dotta: "Ao longo dessa nova fase institucional do movimento, além do PRP, os integralistas intentaram criar novas organizações políticas fora do âmbito partidário para abarcar uma gama maior de militantes. Estas foram: os Centros Culturais da Juventude agrupadas dentro de uma Confederação, mais amplamente conhecida como “Movimento Águia Branca”, criada em 1952 - e que pretendia reunir sobretudo jovens universitários, com o objetivo de formar as novas lideranças integralistas; e a União Operária e Camponesa do Brasil (UOCB), que tinha a intenção de arregimentar a classe trabalhadora urbana e rural".
Complementa o pesquisador Odilon Caldeira Neto: "(...) a UOCB, de orientação sindical, era um instrumento para diversificar a atuação Integralista, assim como para romper o avanço de forças comunistas, socialistas e de demais tendências progressistas no campo e nos centros urbanos. A partir de 1969, a UOCBB passou a contar com uma publicação periódica, o jornal "Renovação Nacional" que, de certo modo, viria a substituir o jornal "A Marcha" (ligado ao PRP) como o principal periódico integralista durante o regime militar". 
No Estado do Rio de Janeiro sua sede se localizava no Município de São Gonçalo - RJ, que contou com aproximadamente 300 associados, tendo como presidente o antigo militante da Ação Integralista Brasileira - AIB o Dr. Arcy Lopes Estrella, atuando regionalmente com assistência jurídica e educacional a comunidade carente, segundo o próprio em entrevista ao jornalista Durval Guimarães Jary Cardodo 
Uma das muitas entidades ligadas a União Operária e Camponesa do Brasil – UOCB foi a União dos Lavradores do Estado do Rio de Janeiro – ULERJ, presidida, em 1960, pelo veterano da Ação Integralista Brasileira o Dr. Arcy Lopes Estrella, fundador do boletim Alerta e do Centro Cultural Plínio Salgado – CCPS, localizado em São Gonçalo - RJ.
"Com o objetivo de fundarmos uma organização de larga envergadura e âmbito nacional, congregando os trabalhadores de todas as categorias profissionais, à sombra de cuja bandeira lutaremos pela dignificação do Trabalho, por um melhor padrão de vida e pela grandeza de nossa Pátria, lançamos o presente Manifesto'" (Unem-se os trabalhadores pela grandeza da Pátria. Jornal A Marcha, 22 de fevereiro de 1957, p. 20).